# 日本誕生
『日本誕生』（にほんたんじょう）は、1959年（昭和34年）11月1日公開の日本映画。製作、配給は東宝。カラー、東宝スコープ。監督は稲垣浩、主演は三船敏郎。
併映作品は、第1週は『悪魔の接吻』（東宝）、第2週からは『燃える聖火』（日本映画社製作・東宝配給）。本作品が長尺のため、上映館によっては1本立て興行としていた。

## 概要
創立25周年記念映画であると同時に東宝映画1,000本目の記念作品として、三船敏郎をはじめとする豪華キャストで製作された大作オールスター映画。東宝オールスターのほか、手力男命役として横綱朝汐が出演したことや、作品冒頭の国産みの場面に登場するイザナミとイザナギは一般公募でキャスティングされたことでも話題となった。
『古事記』『日本書紀』などに基づいた八岐大蛇退治や須佐之男命などの日本創世の物語の映像化作品である。物語は、小椎命（日本武尊）を主人公としつつ、合間に太古の神々の物語を挿入した二重構造となっている。
単なる神話の映像化ではなく、登場人物に現代的な喜怒哀楽の表現を加味させた人間ドラマとして描いている。監督の稲垣浩は、神代を研究しても想像で描くしか手がなかったといい、神話時代の祖先を血の通った人間として描くことを掲げていた。
上映時間が180分と長かったため、途中に休憩が入る2部構成で上映された。
1959年7月4日に宣伝行事として、霧島神宮の御神火を拝受して、スクーターで東宝撮影所の岩戸神楽セットまで運ぶ御神火リレーが開催され、20日間かけて完走した。
2005年には稲垣の生誕100周年を記念し、他の名作も含めてニュープリントで再上映された。

## あらすじ
語り部の媼が話す伊邪那岐・伊邪那美の両神の国産みを中心に日本神話の幻想的な映像から始まり、主題である日本武尊の物語に入る。
小椎命（オウスノミコト）は、兄を追放するという勇猛な性格を父である景行天皇に警戒され、九州の熊曽征伐を命じられる。大伴建日連が一族出身で天皇の後添いの子・若帯（後の成務天皇）を皇位につけようと画策しているのである。伊勢のおばの倭姫のところで巫女の弟橘姫に出会う。女装して近づくという巧みな計略で見事に熊曽を討ち取った小椎は熊曽の弟タケルから兄の非道の報いだが、兄を討ってもいいと思っていたと告白される。そして日本武尊（ヤマトタケル）を名乗ってくれと頼まれる。大手柄を立てて都に帰った日本武尊に、天皇は休む間もなく東国の征伐を命じる。父は自分を嫌っているのか、と沈痛な気分になる。
語り部の媼は天照大神が高天原にいた時、弟の須佐之男が悪戯を繰り返し、天岩戸に隠れてしまい、災いが起こった話をする。倭姫は須佐之男が父の伊邪那岐から疎まれていた話をして、日本武尊は天皇からという一振りの剣（叢雲剣、別名・草薙の剣）と私からという万が一に開けるべき袋を与えられて力づけられる。その剣の由来は神代の昔、須佐之男が八岐大蛇（ヤマタノオロチ）を退治して奇稲田姫を助けた際に手に入れたものであったが、天皇ではなく倭姫がくれたものであった。尾張で美夜受姫に招かれ、殺されそうになるが、心が通じる。相模国に入り、焼津でだまし討ちにあって猛火に囲まれた日本武尊の命を剣が救い、「草薙（くさなぎ）の剣」と呼ばれるようになる。天皇の悪意を確信し、征伐の無意味さを知り、大和に引き返すことにする。途上の船で、大嵐で遭難しそうになる。この時、弟橘姫が人身御供となって海の中に飛び込み、皆を助ける。
日本武尊は戦いは無益と倭姫と熊襲の弟に教えられたからもはや大和には帰らぬという。しかし、大伴一派に父が討伐を止める命令を出し、日本武尊を待っていると騙され、敵の総攻撃に遭い、命を落とす。魂が一羽の白鳥となって空に向かい、大伴の一味と手勢は神罰により洪水と溶岩流に飲まれて全滅。白鳥は倭姫の館を旋回した後、高天原に向かって飛んでいく。

## 登場キャラクター
八岐大蛇
倭姫の語りによる劇中劇として須佐之男による八岐大蛇退治が登場する。8本の首を持つ大蛇。
酒を好んでおり、首をすべて斬られると絶命する。
- 八岐大蛇は初の操演による怪物として描写された。湖から現われる八岐大蛇は、水底にレールを敷いて動かした。頭部は内蔵したゴムチューブに圧搾空気を送ることで操作するものと、スタッフが腕を入れて操るギニョールが併用された。当初は陸上で使用する前提で前者が製作されたが、水中では使えないため、急遽後者が製作された。口はラジコンで可動する。
  - 造形助手の村瀬継蔵は、8本の首が上下だけでなく左右にも動けるものを要望され、3点で吊った空気式のものを発想したが、機械工作の飯島周治郎がバルブの切り替えにより首を動かすことができるものを提案した。

- 須佐之男と八岐大蛇との戦いは、ブルーバック合成で表現された。撮影では、スクリプターの秒読みにあわせて助監督が大蛇の首に振った番号を指示し、演じる三船敏郎がそれに従い動くという手順であった。しかし、カメラマンは先に撮影した特撮場面と記憶頼みで合わせなければならず、時間もかかり、撮影を担当した有川貞昌はこの時が最も特撮を手造りする難しさを感じたと述懐している。
- 須佐之男がまたがる原寸大の尾は、竹製の骨組みにラテックス製の鱗を貼っており、中に人が入って動かしている。血しぶきを噴出するギミックも数箇所仕込まれている。
- ゴジラシリーズなどに登場するキングギドラは、本作品の八岐大蛇を参考にしたとされる。複雑な操演技術も本作品で培われたものを応用しているが、操演技師の中代文雄はキングギドラよりも八岐大蛇の方が苦労したことを述懐している。

## キャスト
- 小椎命（日本武尊）・須佐之男命（2役）[46][47][6] - 三船敏郎
- 弟橘姫[46][48][11] - 司葉子
- 薊[46][9] - 水野久美
- 奇稲田姫[46][47] - 上原美佐
- 美夜受姫[46][48][11] - 香川京子
- 倭姫[46][48][11] - 田中絹代
- 天宇受女命[46][9] - 乙羽信子
- 語り部の媼[46][48] - 杉村春子
- 若帯日子命[46][48][11] - 宝田明
- 五百木之入日子命[46][48] - 久保明
- 景行天皇[46][48][11] - 二代目中村鴈治郎（大映）
- 大伴建日連[46][47] - 東野英治郎
- 吉備武彦[46][48] - 平田昭彦[注釈 11]
- 八雲[46][48] - 三島耕
- 大伴小建[46][48] - 伊藤久哉
- 大伴久呂比古[46][48] - 田崎潤
- 熊曽建・兄[46][48]  - 志村喬[注釈 12]
- 久米八腹[46][48] - 上田吉二郎
- 稲葉[46][48] - 小杉義男
- 大伴麻毛理[46][48] - 野村浩三
- 小鹿火[46][48] - 藤木悠
- 兄比売[46][48] - 環三千世
- 伊邪那美神[出典 12] - 村松恵子
- 小鹿火の母[46][48] - 村田嘉久子
- 手名椎[46][9] - 中北千枝子
- 天御中主神[46][9] - 左卜全
- 尾張国造[46][9] - 山田巳之助
- 監奴[46][48] - 向井淳一郎
- 大椎命[46][48] - 伊豆肇
- 足名椎[46][9] - 瀬良明
- 伊邪那岐神[出典 13] -脇田博行
- 高天原の神[46] - 田島義文、村上冬樹、谷晃
- 八百万の神[46][9] - 沢村いき雄
- 子供の父[46] - 大村千吉
- 大和国の民[46] - 佐田豊、松尾文人、熊谷二良、岡部正、上村幸之、重信安宏
- 大和の兵[46] - 久世竜、桜井巨郎、津田光男、桐野洋雄、大友伸、土屋詩朗、坂本晴哉、緒方燐作、岩本弘司、秋元泉、山口博義、北野明、山田彰
- 出雲からきた大和の兵[46] - 堤康久、増田正雄
- 大伴の兵[46] - 天本英世、手塚勝巳、長島正芳
- 熊曽の兵[46] - 広瀬正一
- 村の娘[46] - 家田佳子、岸田翠
- 大和国の娘[46] - 河美智子、飛鳥みさ子
- 熊曽の娘[46] - 樋口年子、上野明美
- 美夜受姫の侍女[46] - 三田照子
- 振付[46] - 猿若清方
- 熊曽建・弟[46] - 鶴田浩二
- 布刀玉命[46][9] - 加東大介
- 手力男命[46][9] - 朝汐太郎
- 天児屋命[46][注釈 13] - 三木のり平
- 伊斯許理度売命[46][注釈 13] - 有島一郎
- 思金神[46][9] - 柳家金語楼
- 玉祖命[46][注釈 13] - 榎本健一
- 天津麻羅[46][9] - 小林桂樹
- 天照大神[46][48][11] - 原節子

### ノンクレジット
- 老人 - 安芸津広[56][4]
- 老婆 - 小野松枝[56][4][57]
- 高天原の神 - 岡豊[4]
- 大伴の兵[4] - 坪野鎌之
- 大和国の民 - 権藤幸彦[4]
- 大和国の民[4] - 加藤茂雄
- 大和の兵 -越後憲三[4]、山本廉[4]
- 尾張国の民 - 夏木順平[4]
- 尾張国の民[4] - 川村郁夫

## スタッフ
参照

### 本編
- 監督：稲垣浩
- 製作：藤本真澄、田中友幸
- 脚本：八住利雄、菊島隆三
- 美術監督：伊藤熹朔
- 撮影：山田一夫
- 音楽：伊福部昭
- 美術：植田寛
- 録音：西川善男、下永尚
- 照明：小島正七
- 監督助手：丸輝夫
- 編集：平一二
- 現像：東京現像所
- 製作担当者：川上勝太郎

### 特殊技術
- 特技監督：円谷英二
- 光学撮影：荒木秀三郎
- 撮影：有川貞昌
- 美術：渡辺明
- 照明：岸田九一郎
- 作画合成：向山宏

## 製作
東宝プロデューサーの田中友幸は、映画『十戒』のような壮大なスペクタクル映画を日本でも作りたいという考えから企画したことを述べている。
元々はゴールデンウィークでの公開を予定していたが、製作準備が間に合わず、急遽代替作品として『或る剣豪の生涯』が同じスタッフ・キャストによって撮影され、その間は特撮班も作業を中断して『孫悟空』などの特殊技術を手掛けている。ピクトリアルスケッチは、東宝のスタッフではなく本職の画家によって描かれた。
集落のオープンセットは、川崎市西生田に大規模なものが作られた。
原野のロケは、阿蘇山にて400人規模で行われた。阿蘇でのロケ中はスタッフの食費が抑えられていたため、三船はスタッフを気遣って食事を作っている。また、悪天候によって撮影が不可能となった際には、ダンスパーティを開いた。
原節子は旅行嫌いで知られていたが、天照大神役に決定すると1週間かけて伊勢神宮、葭原神社、熱田神宮に参詣し、無事に難役が務まるようにと祈願した。帰宅後には自宅に神棚を祀って朝夕祈り、「なんといっても私達日本人にとって天照大神は一番尊敬すべき神様として心の中に生きています。それを生身の私が演ずるわけで、一歩しくじれば二千年の日本国民の信仰を冒瀆することになりますものね」と語るほどの気合いの入れようで、稲垣監督ら関係者を感激させたという。
音楽は伊福部昭が担当した。長尺の大作であるため楽曲は40曲以上となり、録音は4日間におよんだ。日本神話の世界を表現するため雅楽楽器や神道楽器が多く用いられており、歌曲が多いのも特徴である。

### 特撮
円谷英二が自ら設計し、6,200万円の製作費で造られたカラー・シネスコ合成機「バーサタイル・プロセス」が初めて使用されており、映画産業団体連合会より昭和34年度（1959年度）特別功労章を受賞している。
冒頭の日本列島誕生シーンは、ミニチュア・人形操演・合成などの特撮技術が総動員された。日本列島のミニチュアセットは、プールの中に木組みを組んで浮上させている。
八岐大蛇が登場するシーンのセットは、円谷の指示により撮影当日の朝に手前にスロープを設けて水を溜め葦を植えることとなった。美術班は休憩も取らず22時ごろまで作業にあたったが、円谷ら撮影班が急かしながら水を溜め始めたため、美術助手の井上泰幸はこれに反発し作業をボイコットする一幕もあったという。葦は、美術助手の青木利郎らが多摩川で採取した。
神罰によって大伴の軍勢が洪水や溶岩流に追われ、逃げる途中で巨大な地割れが起こって大勢の兵が落ちる場面では、人形などを使うと迫力に欠けるため、1,200本の丸太にトラック百台分の土砂を載せて人工的に造った地面を引っ張って地割れを起こし、実際に人間を落として迫力ある場面を撮影した。
火山噴火のシーンでは、ミニチュアのオープンセットに7トン以上の熔鉄が用いられている。火山のセットは、小プール脇に石膏とセメントで作られた。このシーンでは、ミニチュア撮影へ合成した兵士にさらにアニメーションで炎を加えている。撮影の有川貞昌は、溶岩が本物よりもきれいすぎるのが不満であったと語っている。
洪水のシーンでは10トンの水が用いられている。ダンプカーで牽引する鉄板によりプールを漕ぎ、表面張力を無視した波の上下を作り出している。山間を流れる場面は、セットで実際の地形を再現しており、本編撮影と合成が一致するように意図している。
小プールで撮影された相模湾のシーンで用いられた船のミニチュアは、オールを漕ぐ人物も再現している。船の撮影は、晴天の場面は小プール、荒天の場面はセットプールと使い分けていた。
日本武尊が变化した白い鳥はアニメーションで表現された。フルアニメーションのため、作画には3ヶ月を要した。作画を担当した島倉二千六は、当時東宝に入ったばかりで、「白鳥ばかり描かされていた」と述懐している。
撮影助手であった森喜弘によれば、特撮現場を取材した新聞記事で、八岐大蛇の写真に写っていなかったピアノ線を描き足したため、円谷は「子供の夢を壊した」として取材拒否をしたという。

## 映像ソフト
- VHS 品番 TG4225[71]
- LD 品番 TLL2104[71]
- DVD
  - 2001年2月21日に、東宝ビデオより発売された[72][73]。
  - 2007年2月23日に、再発売された。同日に発売されたDVD-BOX『東宝特撮 空想科学箱』にも収録[74]。
  - 2014年2月7日に、期間限定プライス版として再発売された。
  - 2015年7月15日に、東宝DVD名作セレクションとして再発売された。
- Blu-ray
  - 2025年8月20日に、発売予定。

## 関連作品
- わんぱく王子の大蛇退治 - 同じく日本神話をモデルにした劇場用アニメ。音楽は本作品と同じ伊福部昭[63]。
- アワモリ君乾杯! - 東宝砧撮影所を舞台にしたギャングとの追っかけシーンで、八岐大蛇の着ぐるみが登場。